# Dendrelaphis flavescens
Dendrelaphis flavescens là một loài rắn trong họ Rắn nước. Loài này được Gaulke miêu tả khoa học đầu tiên năm 1994.